# جورج مکالی کرک پاتریک
جورج مکالی کرک پاتریک (انگلیسی: George Macaulay Kirkpatrick؛ ۲۳ اوت ۱۸۶۶ – ۱۹۵۰) فرد نظامی اهل کانادا بود. وی همچنین برندهٔ جوایزی همچون نشان حمام، و نشان حمام، شده‌است.